# Gle Brue (kulle i Indonesien, lat 5,58, long 95,42)
Gle Brue är en kulle i Indonesien.   Den ligger i provinsen Aceh, i den västra delen av landet, 1 800 km nordväst om huvudstaden Jakarta. Toppen på Gle Brue är 65 meter över havet.
Terrängen runt Gle Brue är kuperad åt nordost, men åt sydväst är den platt. Terrängen runt Gle Brue sluttar västerut.Runt Gle Brue är det tätbefolkat, med 257 invånare per kvadratkilometer. Närmaste större samhälle är Banda Aceh, 11,3 km väster om Gle Brue. Omgivningarna runt Gle Brue är en mosaik av jordbruksmark och naturlig växtlighet.